# Darbres
Darbres est une commune française, située dans le département de l'Ardèche en région Auvergne-Rhône-Alpes. 

## Géographie

### Situation et description

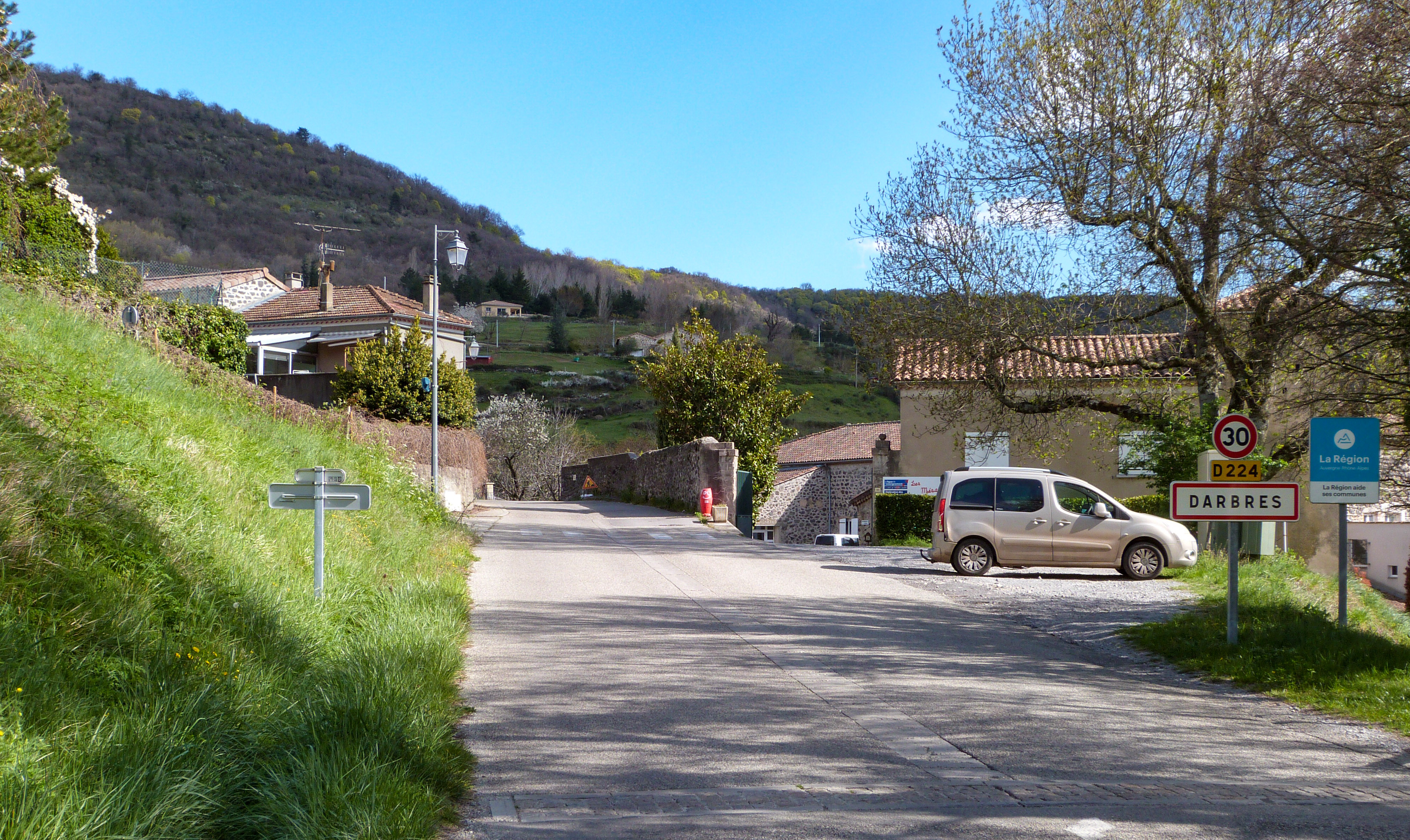
L'entrée du village sur la route de Lussas.

Darbres est est un village pittoresque niché au flanc sud du plateau volcanique du Coiron situé en Ardèche du Sud à 600 km de Paris, 170 km de Lyon, 210 km de Marseille, 110 km du Puy-en-Velay, 60 km de Valence, 45 km de Montélimar et 21 km de Privas (préfecture de l'Ardèche).

### Communes limitrophes
Darbres est limitrophe de sept communes, toutes situées dans le département de l'Ardèche

### Géologie et relief
Le  territoire communal s'étend sur 16,52 km², dont la spécificité du paysage entraîne rapidement le visiteur de  330 m à 880 m d'altitude.

### Hydrographie

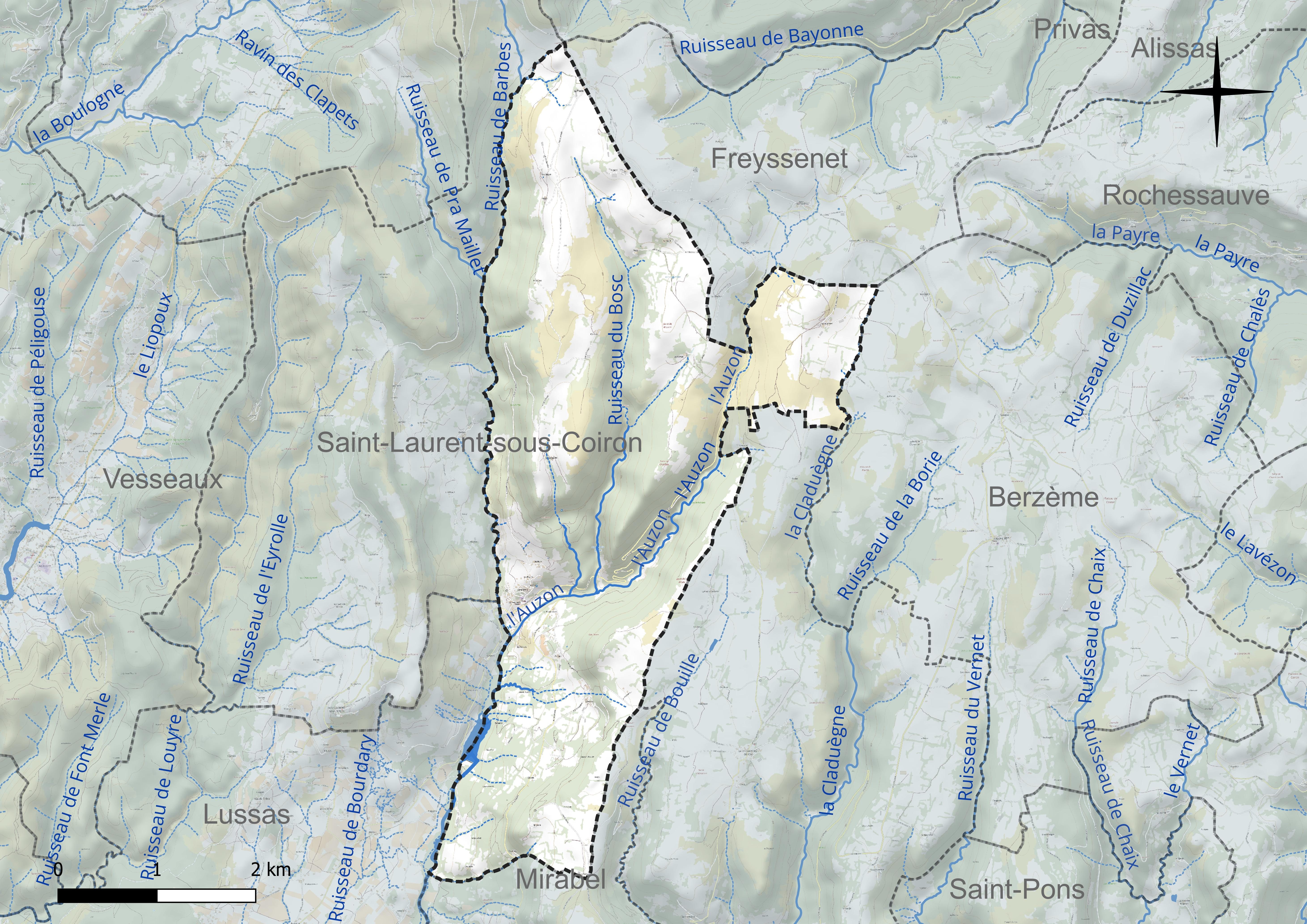
Carte hydrographique de la commune.

La rivière Auzon prend sa source au nord de la commune (à Freyssenet), la traverse ou la borde sur près de 10 km, et reçoit les ruisseaux des Barbes (nord-ouest) et de Gatima ( nord-est). Elle se jette dans l’Ardèche (rive gauche) à Vogüé.

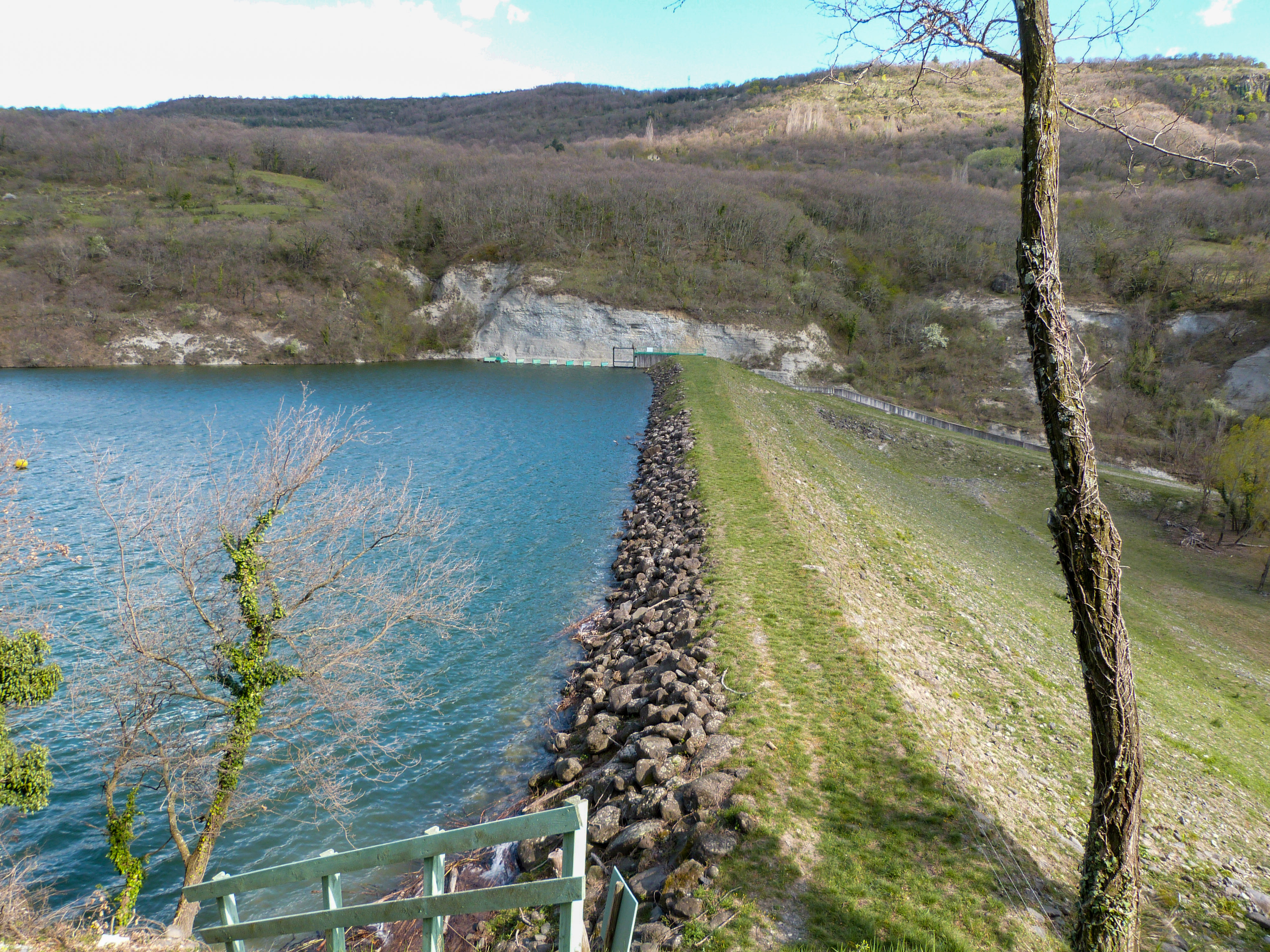
Barrage-poids sur l'Auzon.
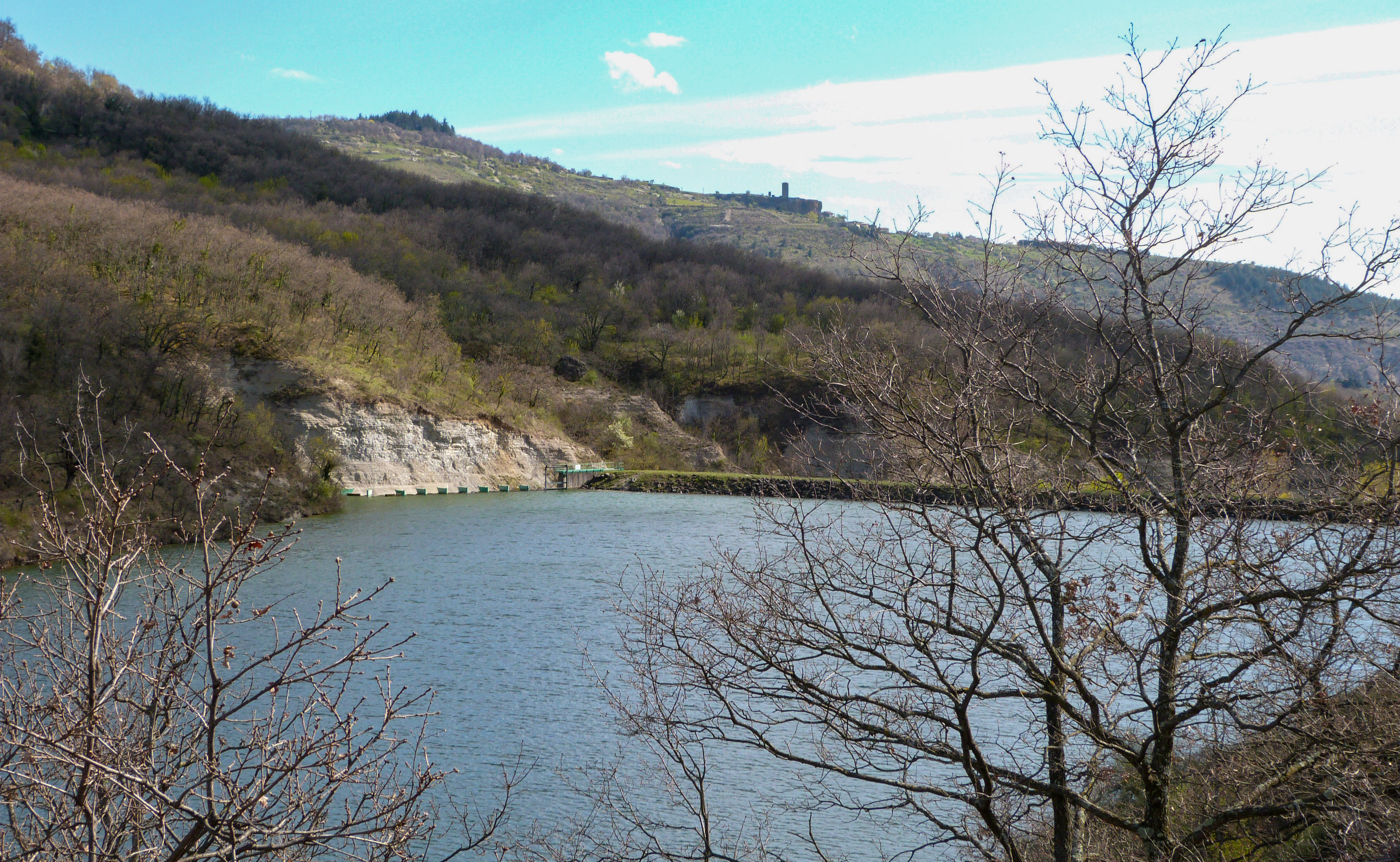
La retenue d'eau du barrage.

### Climat
Pour des articles plus généraux, voir Climat d'Auvergne-Rhône-Alpes et Climat de l'Ardèche.
En 2010, le climat de la commune est de type climat méditerranéen franc, selon une étude du CNRS s'appuyant sur une série de données couvrant la période 1971-2000. En 2020, Météo-France publie une typologie des climats de la France métropolitaine dans laquelle la commune est exposée à un climat de montagne ou de marges de montagne et est dans la région climatique Provence, Languedoc-Roussillon, caractérisée par une pluviométrie faible en été, un très bon ensoleillement (2 600 h/an), un été chaud (21,5 °C), un air très sec en été, sec en toutes saisons, des vents forts (fréquence de 40 à 50 % de vents > 5 m/s) et peu de brouillards.
Pour la période 1971-2000, la température annuelle moyenne est de 11,5 °C, avec une amplitude thermique annuelle de 17,2 °C. Le cumul annuel moyen de précipitations est de 1 323 mm, avec 7,6 jours de précipitations en janvier et 4,8 jours en juillet. Pour la période 1991-2020, la température moyenne annuelle observée sur la station météorologique de Météo-France la plus proche, « Mirabel Sa », sur la commune de Mirabel à 4 km à vol d'oiseau, est de 13,4 °C et le cumul annuel moyen de précipitations est de 998,1 mm,. Pour l'avenir, les paramètres climatiques de la commune estimés pour 2050 selon différents scénarios d'émission de gaz à effet de serre sont consultables sur un site dédié publié par Météo-France en novembre 2022.

## Urbanisme

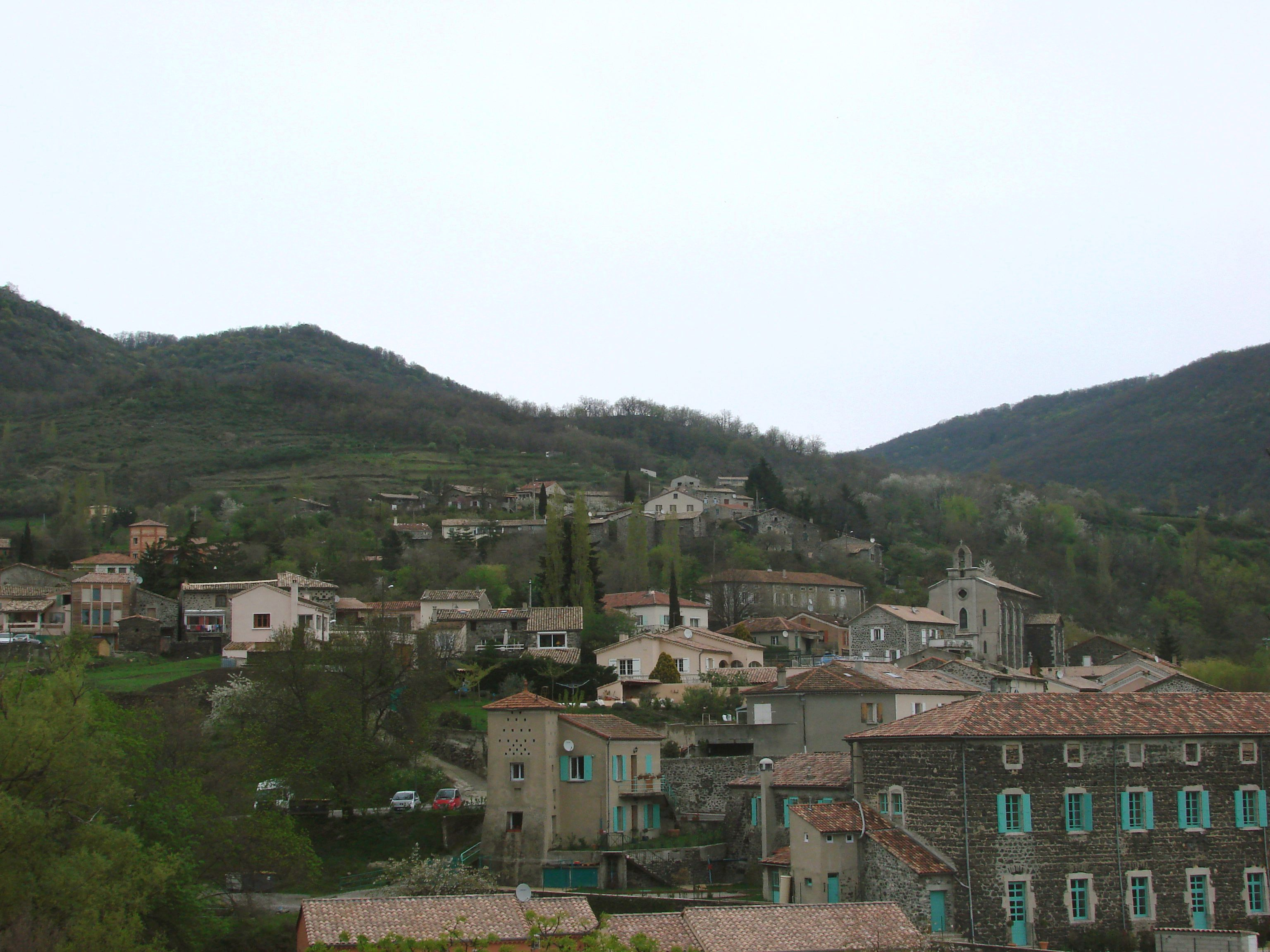
Vue d'ensemble de Darbres, depuis la route de Lussas.

### Typologie
Au 1er janvier 2024, Darbres est catégorisée commune rurale à habitat dispersé, selon la nouvelle grille communale de densité à 7 niveaux définie par l'Insee en 2022.
Elle est située hors unité urbaine. Par ailleurs la commune fait partie de l'aire d'attraction d'Aubenas, dont elle est une commune de la couronne,. Cette aire, qui regroupe 68 communes, est catégorisée dans les aires de 50 000 à moins de 200 000 habitants,.

### Occupation des sols

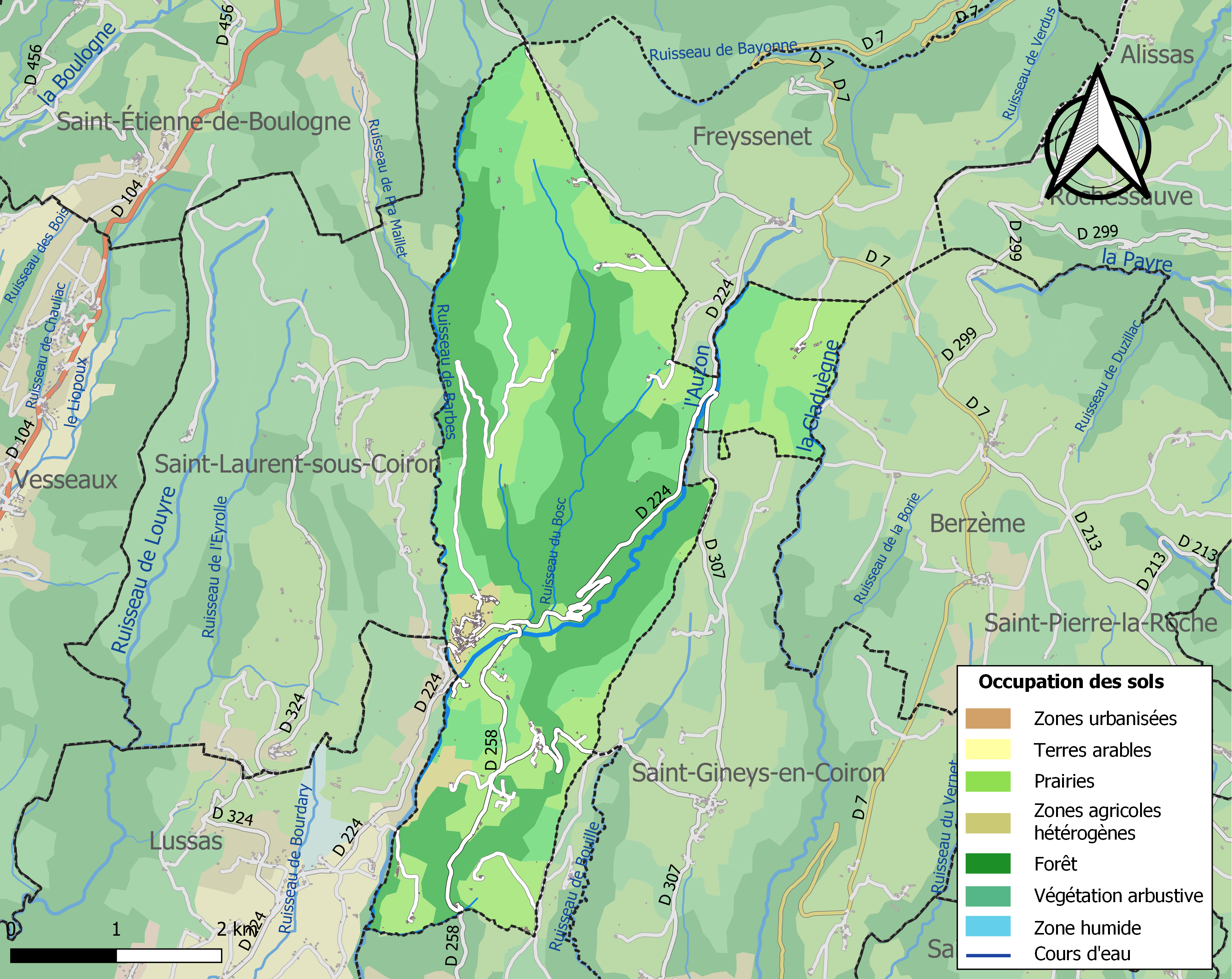
Carte des infrastructures et de l'occupation des sols de la commune en 2018 (CLC).

L'occupation des sols de la commune, telle qu'elle ressort de la base de données européenne d’occupation biophysique des sols Corine Land Cover (CLC), est marquée par l'importance des forêts et milieux semi-naturels (68,9 % en 2018), en augmentation par rapport à 1990 (67,9 %). La répartition détaillée en 2018 est la suivante : 
forêts (38,7 %), milieux à végétation arbustive et/ou herbacée (30,2 %), prairies (28,4 %), zones agricoles hétérogènes (2,7 %).
L'évolution de l’occupation des sols de la commune et de ses infrastructures peut être observée sur les différentes représentations cartographiques du territoire : la carte de Cassini (XVIIIe siècle), la carte d'état-major (1820-1866) et les cartes ou photos aériennes de l'IGN pour la période actuelle (1950 à aujourd'hui).

### Lieux-dits, hameaux et écarts
La commune compte de nombreux hameaux ou écarts.
En cheminant depuis le Nord dans le sens des aiguilles d'une montre: Fialouse, Cornas, Oriple, Boulègue, La Prade, Le Mazel, Cadet-Bosc, Les Aymas, Senouilhet, Le Serre-La Croix des Avias, Couffins, Le Clapas, Vendrias, Pradinasses, Le Bouschet, Le Ranchet-Auzon

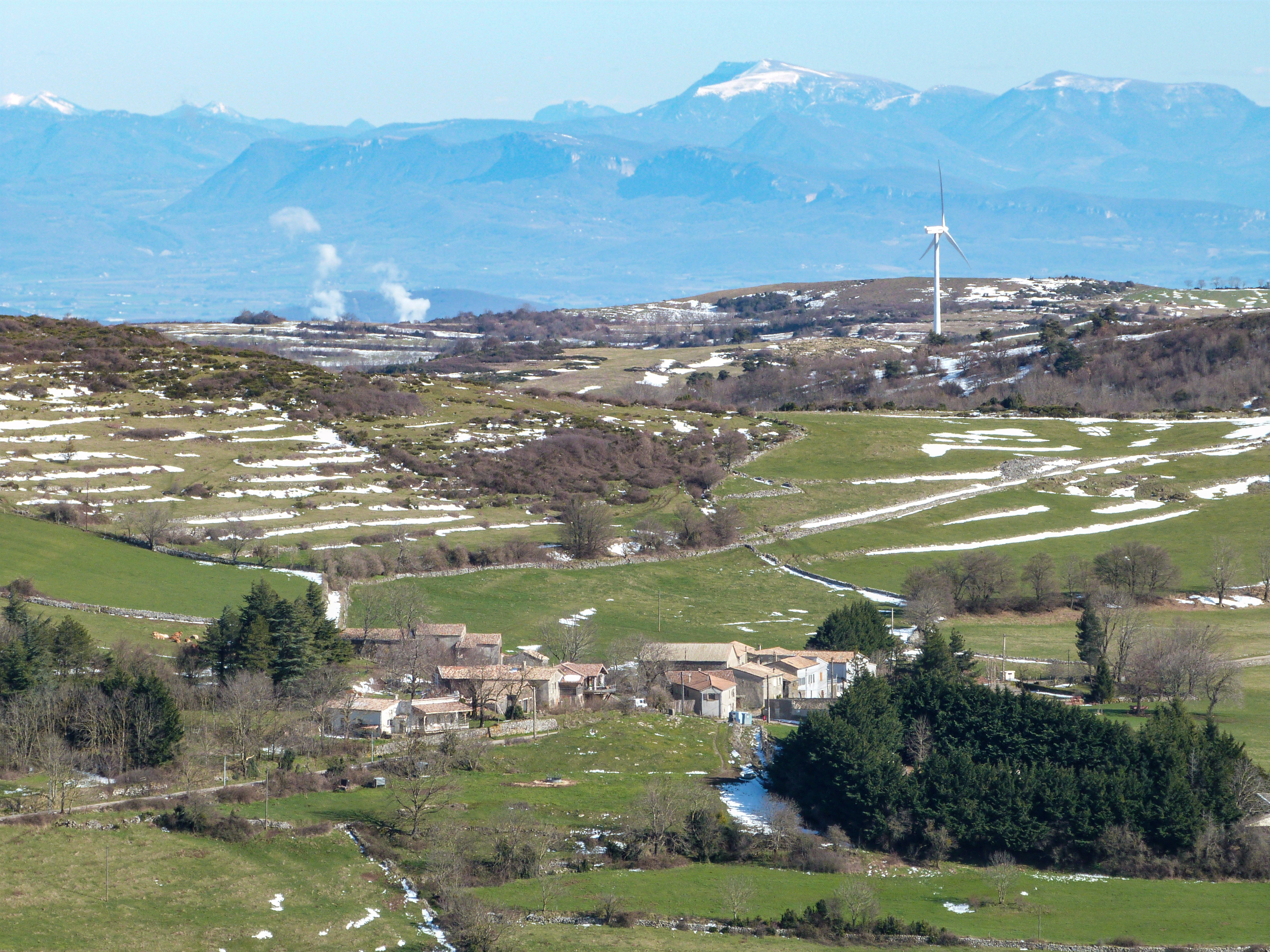
Le hameau La Prade, sur les communes de Darbres et Freyssenet en Ardèche, mars 2024.

### Habitat et logement
En 2020, le nombre total de logements dans la commune était de 203, alors qu'il était de 188 en 2015 et de 198 en 2010.
Parmi ces logements, 53,3 % étaient des résidences principales, 32,3 % des résidences secondaires et 14,4 % des logements vacants. Ces logements étaient pour 92,1 % d'entre eux des maisons individuelles et pour 6,4 % des appartements.
Le tableau ci-dessous présente la typologie des logements à Darbres en 2020 en comparaison avec celle de l'Ardèche et de la France entière. Une caractéristique marquante du parc de logements est ainsi une proportion de résidences secondaires et logements occasionnels (32,3 %), très  supérieure à celle du département (17,8 %) et à celle de la France entière (9,7 %). Concernant le statut d'occupation de ces logements, 73,6 % des habitants de la commune sont propriétaires de leur logement (73,1 % en 2015), contre 67,1 % pour l'Ardèche et 57,5 pour la France entière.
| Typologie                                               | Darbres | Ardèche | France entière |
| ------------------------------------------------------- | ------- | ------- | -------------- |
| Résidences principales (en %)                           | 53,3    | 72,4    | 82,1           |
| Résidences secondaires et logements occasionnels (en %) | 32,3    | 17,8    | 9,7            |
| Logements vacants (en %)                                | 14,4    | 9,7     | 8,2            |

### Voies de communication et transports
Le centre du village traversé par la départementale 224

### Risques naturels et technologiques

#### Risques sismiques
La totalité du territoire de la commune de Darbres est situé en zone de sismicité no 3 (sur une échelle de 1 à 5), comme la plupart des communes situées dans la vallée du Rhône et la Basse Ardèche, mais en limite orientale de la zone no 2 qui correspond au plateau ardéchois.
| Type de zone | Niveau            | Définitions (bâtiment à risque normal) |
| ------------ | ----------------- | -------------------------------------- |
| Zone 3       | Sismicité modérée | accélération = 1,1 m/s2                |

## Toponymie
Le village s'appelait autrefois Saint-Laurent-d'Arbres car il se trouvait sur des terres boisées qui dépendaient du seigneur de Saint-Laurent-sous-Coiron

## Histoire

### Préhistoire
Des traces de vie sur la commune sont attestées depuis le néolithique.

### Moyen Âge
L'existence du village est attestée par des écrits dès le Xe siècle.

### des Temps modernes à aujourd'hui
Le passé industriel de Darbres est marqué par la présence du moulinage qui a fonctionné du XVIIIe siècle jusqu’à la moitié du XXe siècle. L’usine a largement contribué au développement économique et démographique local.  À son apogée, environ 70 employés, essentiellement des ouvrières, y travaillaient.  Deux canaux (béalières) alimentaient le moulinage. Celui prélevé juste en aval du pont sur l’Auzon est encore en état, permettant l’irrigation des jardins qui le bordent. Sa fermeture, essentiellement due au développement des voies de communication et à l’apparition des textiles modernes, a marqué, comme pour beaucoup de villages ardéchois après la Première Guerre mondiale, le début de la désertification de l’espace rural.

## Politique et administration

### Rattachements administratifs et électoraux

#### Rattachements administratifs
La commune se trouve dans l'arrondissement de Privas du département de l'Ardèche.
Elle faisait partie depuis 1793 du canton de Villeneuve-de-Berg. Dans le cadre du redécoupage cantonal de 2014 en France, cette circonscription administrative territoriale a disparu, et le canton n'est plus qu'une circonscription électorale.

#### Rattachements électoraux
Pour les élections départementales, la commune fait partie depuis 2014 du canton de Berg-Helvie
Pour l'élection des députés, elle fait partie de la troisième circonscription de l'Ardèche.

### Intercommunalité
Darbres est membre de la communauté de communes Berg et Coiron, un établissement public de coopération intercommunale (EPCI) à fiscalité propre créé fin 2003 et auquel la commune a transféré un certain nombre de ses compétences, dans les conditions déterminées par le code général des collectivités territoriales.

### Liste des maires
Source: Registres d'état civil	
| Période                                  | Période                        | Identité                  | Étiquette | Qualité                      |
| ---------------------------------------- | ------------------------------ | ------------------------- | --------- | ---------------------------- |
| Les données manquantes sont à compléter. |                                |                           |           |                              |
| 1792/1793                                | 1798                           | Jean Gouy                 |           |                              |
| 1798                                     | 1809                           | François Joseph Lissignol |           |                              |
| 1809                                     | 1811                           | Jean Gouy                 |           |                              |
| 1811                                     | 1817                           | Jean Vincent              |           |                              |
| 1817                                     | 1825                           | Laurent Barbe             |           |                              |
| 1825                                     | 1832                           | Joseph Boyer              |           |                              |
| 1832                                     | 1844                           | Jean-Louis Boiron         |           |                              |
| 1844                                     | 1851                           | Auguste Imbert            |           |                              |
| mai 1851                                 | 1855                           | St Ange Regard            |           |                              |
| 1855                                     | 1871                           | Étienne Vincent           |           |                              |
| 1871                                     | 1874                           | André Cros                |           |                              |
| 1874                                     | 1878                           | Étienne Vincent           |           |                              |
| 1878                                     | 1896                           | André Cros                |           |                              |
| 1896                                     | mai 1925                       | Arsène Dumas              |           |                              |
| mai 1925                                 | mai 1935                       | Émile Cros                |           |                              |
| mai 1935                                 | 1944                           | Charles Chapus            |           |                              |
| 1944                                     | 1949                           | Maurice Charbonnier       |           | Retraité                     |
| 1949                                     | 1950                           | Maurice Ladet             |           | Facteur                      |
| 1950                                     | mai 1953                       | Marcel Cros               |           | Agriculteur                  |
| mai 1953                                 | mars 1959                      | André Boyer               |           | Boulanger                    |
| mars 1959                                | mars 1965                      | Fernand Barbe             |           | Agriculteur                  |
| mars 1965                                | mars 1971                      | Clément Roman             |           | Retraité                     |
| mars 1971                                | juin 1995                      | Edmond Cadmas             | DVG       | Instituteur                  |
| juin 1995                                | mars 2008                      | Jacques Brunier           | Les Verts | Formateur                    |
| mars 2008                                | mars 2014                      | Pierre Jullien            | DVD       | Retraité                     |
| mars 2014                                | août 2023                      | Patricia Eyraud           | DVG       | Fonctionnaire Démissionnaire |
| septembre 2023                           | En cours (au 30 novembre 2023) | Michaël Cros              |           | Agriculteur                  |

## Équipements et services publics

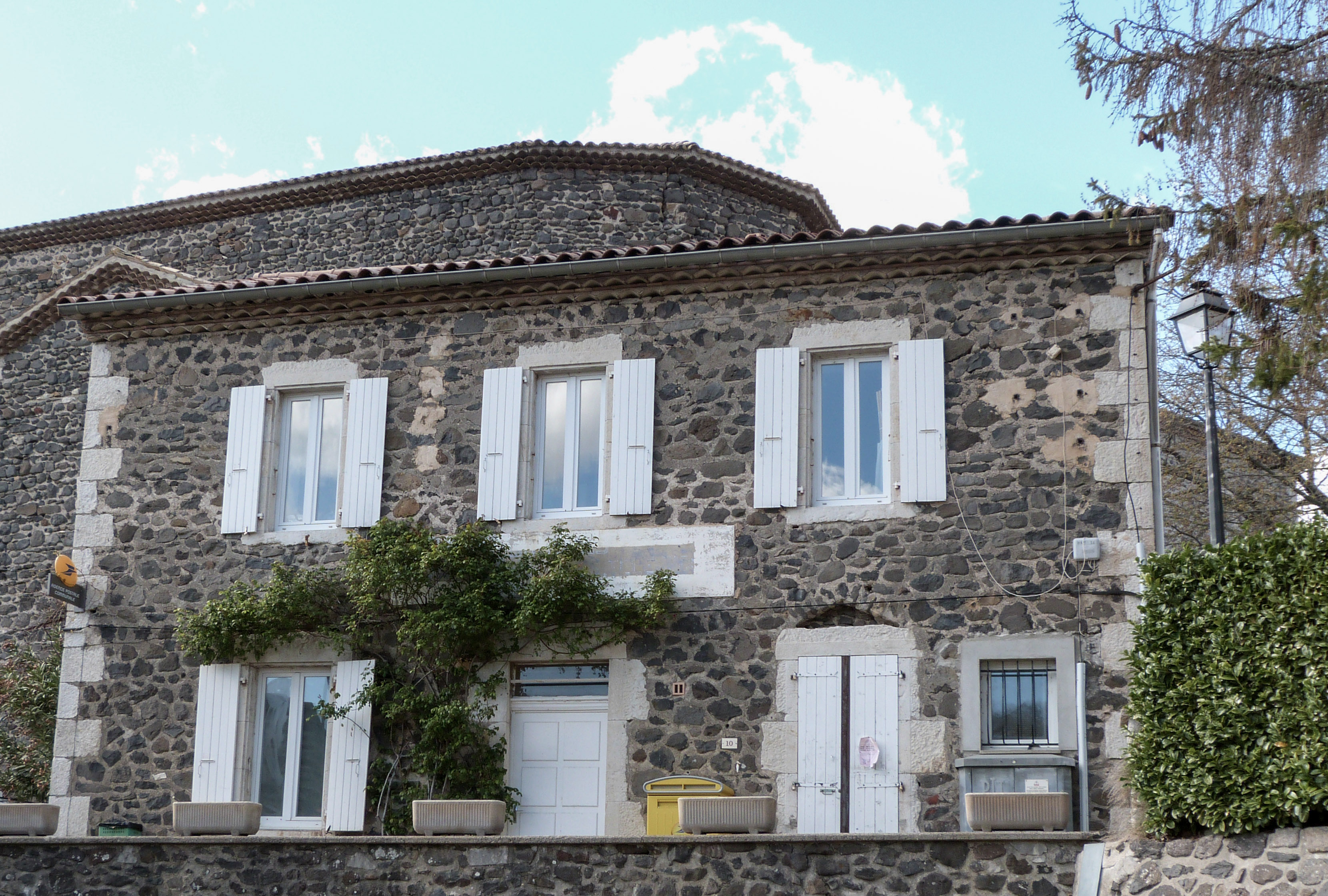
L'agence postale de Darbres.

Un marché hebdomadaire se tient à Darbres.

### Enseignement
La commune est rattachée à l'académie de Grenoble.
L'école, située dans un bâtiment en pierre de pays rénové en 2018, comprend deux classes et scolarise les enfants de la petite section au CM2 et dotée d'une cantine et d'une garderie périscolaire.

### Postes et télécommunications
Darbres s'est dotée d'une agence postale communale.

## Population et société

### Démographie
L'évolution du nombre d'habitants est connue à travers les recensements de la population effectués dans la commune depuis 1793. Pour les communes de moins de 10 000 habitants, une enquête de recensement portant sur toute la population est réalisée tous les cinq ans, les populations de référence des années intermédiaires étant quant à elles estimées par interpolation ou extrapolation. Pour la commune, le premier recensement exhaustif entrant dans le cadre du nouveau dispositif a été réalisé en 2007.

En 2022, la commune comptait 269 habitants, en évolution de +11,62 % par rapport à 2016 (Ardèche : +2,48 %, France hors Mayotte : +2,11 %).
| 1793 | 1800 | 1806 | 1821 | 1831 | 1836 | 1841 | 1846 | 1851 |
| ---- | ---- | ---- | ---- | ---- | ---- | ---- | ---- | ---- |
| 165  | 409  | 409  | 574  | 456  | 728  | 750  | 870  | 855  |

| 1856 | 1861 | 1866 | 1872 | 1876 | 1881 | 1886 | 1891 | 1896 |
| ---- | ---- | ---- | ---- | ---- | ---- | ---- | ---- | ---- |
| 788  | 614  | 608  | 650  | 645  | 640  | 622  | 577  | 563  |

| 1901 | 1906 | 1911 | 1921 | 1926 | 1931 | 1936 | 1946 | 1954 |
| ---- | ---- | ---- | ---- | ---- | ---- | ---- | ---- | ---- |
| 516  | 531  | 535  | 426  | 414  | 375  | 349  | 264  | 223  |

| 1962 | 1968 | 1975 | 1982 | 1990 | 1999 | 2006 | 2007 | 2012 |
| ---- | ---- | ---- | ---- | ---- | ---- | ---- | ---- | ---- |
| 234  | 190  | 190  | 168  | 213  | 212  | 243  | 247  | 229  |

| 2017 | 2022 | - | - | - | - | - | - | - |
| ---- | ---- | - | - | - | - | - | - | - |
| 248  | 269  | - | - | - | - | - | - | - |

### Manifestations culturelles et festivités
L'association Clède a organisé en octobre 2022 sa 19e édition de la fête de la châtaigne.

### Vie associative
Le tissu associatif est dynamique. Des bénévoles ont aménagé en 2023 un terrain multisport.

### Médias
La commune est située dans la zone de distribution de plusieurs organes de la presse écrite :
- L'Hebdo de l'Ardèche

Il s'agit d'un journal hebdomadaire français basé à Valence et diffusé à Privas depuis 1999. Il couvre l'actualité de tout le département de l'Ardèche.
- Le Dauphiné libéré

Il s'agit d'un journal quotidien de la presse écrite française régionale distribué dans la plupart des départements de l'ancienne région Rhône-Alpes, notamment l'Ardèche. La commune est située dans la zone d'édition de Aubenas-Privas-Vallée du Rhône
- " La Tribune

Il s'agit d'un hebdomadaire de la Presse écrite régionale distribué à Montélimar, Nyons-Vaison-Valréas, Tricastin et Ardèche.
La commune est située dans la zone d'édition Ardèche.

### Cultes
L'église (propriété communale) et la communauté catholique de Darbres sont rattachées à la paroisse catholique de « Sainte Marie de Berg et Coiron », elle même rattachée au diocèse de Viviers.

## Économie
Le tourisme joue un rôle essentiel. Des nombreux hébergeurs (deux campings privés et de nombreux gites) permettent l’accueil de touristes plus que jamais en quête d’authenticité, de calme et de nature.
Une dizaine d’éleveurs maillent le territoire agricole de la commune. La truite et la châtaigne sont encore fières d'en représenter le symbole.

## Culture et patrimoine

### Lieux et monuments
- L’église Saint Arconce (évêque de Viviers au milieu du VIIIe siècle) de Darbres, édifiée au XIXe siècle, en remplacement de « la vieille église de la Violle, le vieux Darbres (chef-lieu) ». Les 5 février et 5 mars 1868, le conseil municipal a voté l’acquisition du terrain.
Le 27 avril 2016, l’église  reçoit la visite du conservateur des antiquités et objets d’art mandaté par la Direction régionale des affaires culturelles de la Région Rhône-Alpes. De cette opération de récolement, il ressort que l' édifice ne décèle aucun trésor, mais certains objets mobiliers s'avèrent dignes d’intérêt :
  - A droite en entrant, le tableau du Christ en croix est une copie de 1873 réalisée par Madame Sargines Angrand-Campenon, épouse Munier, du tableau éponyme de Pierre-Paul Prud'hon. Cette copie .
  - A l’étage, au niveau de la tribune, le vitrail  de la façade légendé « Saint Arconce, protégez-nous. 1873 » est signé du peintre-verrier de renom au XIXe siècle Louis-Victor Gesta, qui a orné plus de 8000 églises.
  - Au sommet, le clocheton qui domine l’édifice est équipé d’une cloche d’airain.
- Le moulinage, bâtiment important de construction basaltique sur deux niveaux, désormais utilisé comme centre de vacances par la Fédération des œuvres laïques[16],[30].

- La Fontaine intermittente de Boulègue (ou de Boulaigue) a ordinairement une eau claire et fraîche, idéale en période estivale. L'irrégularité de son débit est visible à l'œil nu. C'est une eau qui a la particularité de sourdre d'une roche calcaire alors que son environnement est basaltique. Cette résurgence est référencée dans le guide Michelin.
Pour s'y rendre depuis le village de Freyssenet, suivre la direction indiquée par les panneaux "Ferme de Boulègue" (direction de l'ouest). Au hameau de la Prade, à 3 km, tourner à gauche.
- Le monument aux morts : le nom de 24 soldats morts pour la France y sont gravés. 
Le monument aux morts  fait partie des 36.000 érigés dans tout le territoire à la demande du Gouvernement afin « non pas de glorifier la victoire mais pour honorer ceux qui ont perdu la vie ».  Le 13 juin 1920, la somme de 400 Francs est inscrite au budget primitif 1921 de la commune pour sa réalisation.  Le 21 août 1920, une souscription publique est lancée : elle va rapporter 3040 Francs.  Le conseil municipal, alors dirigé par Arsène Dumas, a choisi le modèle de la stèle et son lieu d’implantation, sélectionné un marbrier de Lanas, validé la proposition de Elie Croze, maçon local « qui prendra tout à sa charge » et voté un crédit supplémentaire de 400 Francs.  Le 4 septembre 1921, sur la proposition d’un adjoint, la pose d’une grille métallique est décidée afin de clôturer l’emplacement.  Depuis, chaque 11 novembre, les municipalités qui se sont succédé rendent hommage aux soldats de Darbres « Morts pour la France ».

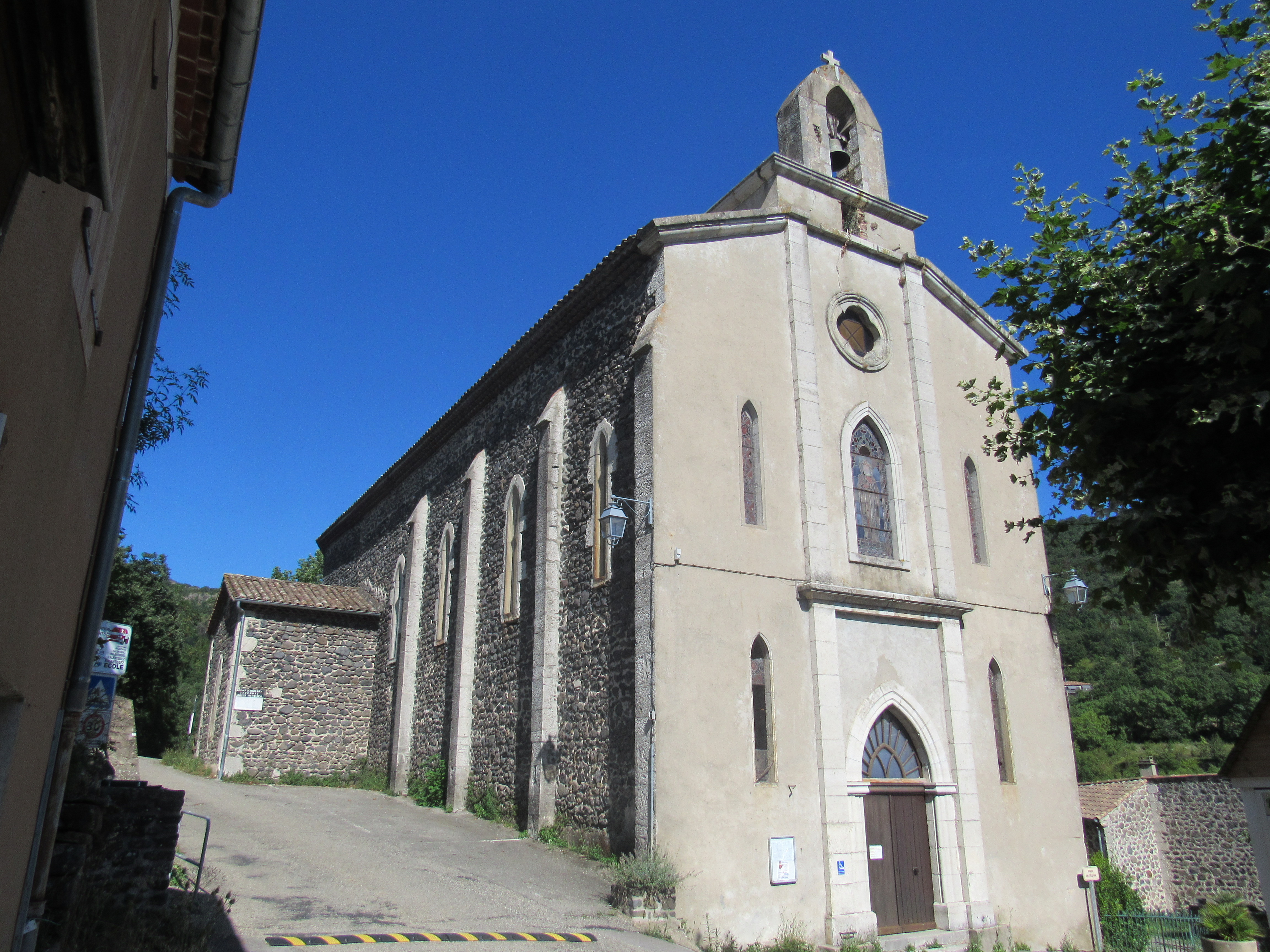
L'église du village...
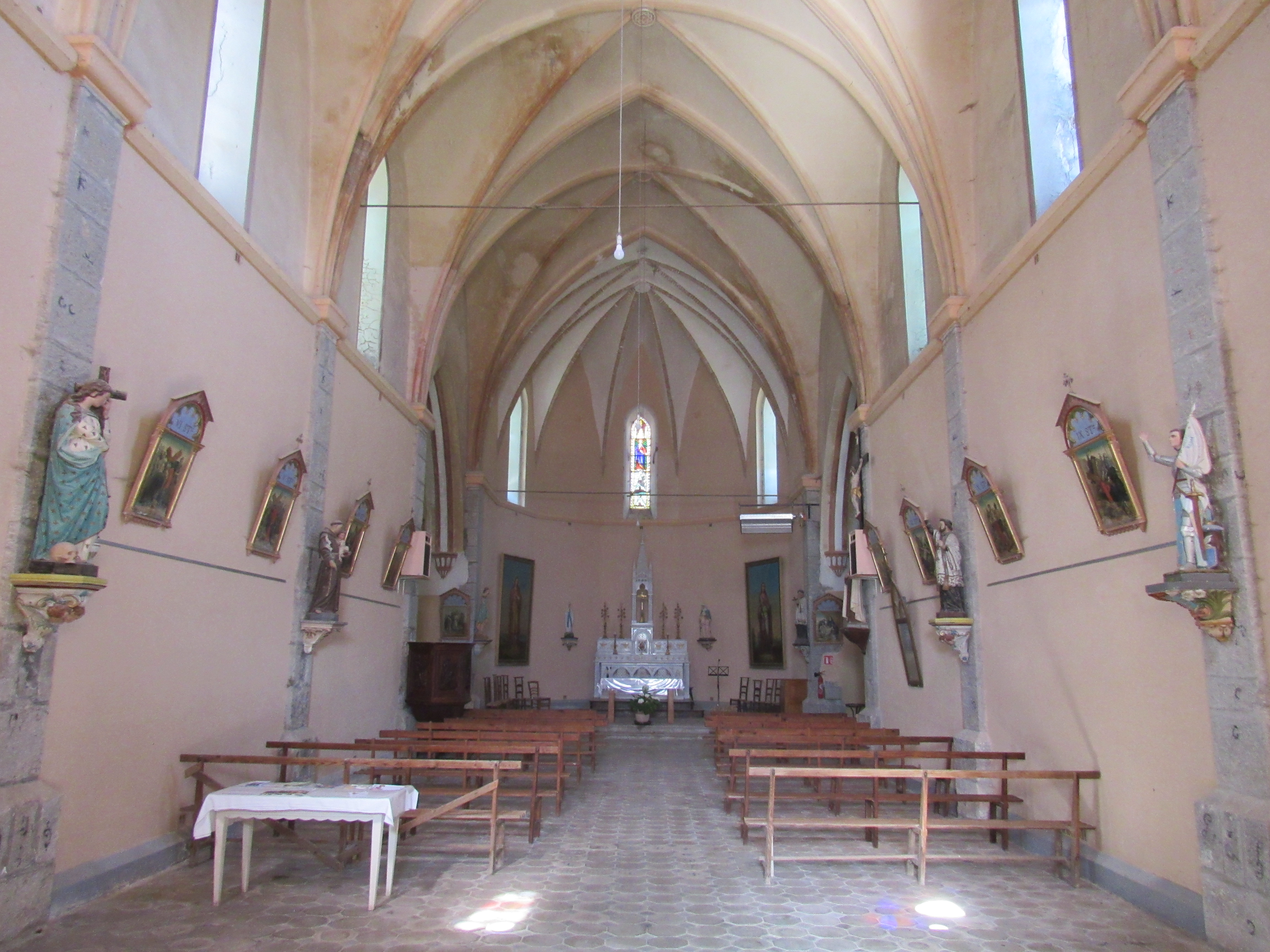
... et sa nef.

### Folklore et légendes
La Fontaine intermittente de Boulègue (ou de Boulaigue) possède une légende. Lorsque son eau se teinte d'ocre, cela signifie que l'on est menacé par un malheur, une calamité[réf. nécessaire]…

### Héraldique
Le blason de la commune, avec truite et châtaigne, a été dessiné par Christophe Grudnowski en 1992. [réf. nécessaire]

## Pour approfondir